# SOFTWIN
SOFTWIN este o companie de IT din România cu sediul în București, fondată în anul 1990 de Măriuca și Florin Talpeș. Din  grupul  SOFTWIN  s-au  desprins  compania Bitdefender, producător de soluții de Securitate cibernetică și Ascenta, divizia de consultanță IT.
SOFTWIN este o firmă privată cu capital integral românesc și a cărei principală activitate o reprezintă furnizarea de servicii și soluții în domeniul IT&C. Cu o echipă de peste 200 de angajați, SOFTWIN a reusit să dezvolte în permanență tehnologii de vârf foarte multe proiecte.
De asemenea SOFTWIN reprezintă prima firmă de pe piața românească de software certificată ISO 9001 în anul 1998 și apoi recertificată în anul 2000.
Din grupul SOFTWIN fac parte Intuitext, divizia de software educațional a grupului, și Paxato, divizia de servicii de administrare a relațiilor cu clienții.
Compania avea în septembrie 2007 200 de specialiști IT.
Număr de angajați în 2005: 750

## Cifra de afaceri:
- 2008: 9,5 milioane de euro[4]
- 2007: 16,6 milioane de euro[4]